# 郭潔 (乾隆進士)
郭潔（ ？—？），字澄泉、澂泉，汉军镶红旗人。乾隆己卯举人，辛巳进士。

## 生平及其它
翰林院散馆后授编修，年老休致后任骁骑校。著有《一枝轩偶集》。
敦诚《四松堂集》中有詩名为《潞河中遇书筠园、李仲青、郭澄泉，缆不能维，一语别去，因寄是诗，并感怀胎谋弟》，因此推断二人生前有来往。

## 家庭及关联
- 曾祖郭洪臣，佐领、湖广道州总兵；
- 祖郭世隆，累官闽浙、湖广、两广总督、刑部尚书；
- 父不详；
- 妹郭氏，嫁正黄旗汉军漕运总督王樑之孙乾隆癸酉举人，江西知县王鑑。
- 兆元，嘉庆辛未进士。
- 好友敦敏、敦诚；
- 学生高鹗，乾隆乙卯进士[3]